# Wanted : Recherché mort ou vif
Pour les articles homonymes, voir Most Wanted.
Pour plus de détails, voir Fiche technique et Distribution.
Wanted : Recherché mort ou vif (Most Wanted) est un film américain réalisé par David Hogan et sorti en 1997.

## Synopsis
Le sergent James Dunn, tireur d'élite et héros de la guerre du Golfe, est condamné à mort pour avoir abattu un de ses supérieurs. Le colonel Casey, qui dirige une unité d'élite secrète, lui rend visite dans sa cellule et lui offre la liberté en échange d'un contrat : assassiner un industriel soupçonné d'avoir vendu des renseignements scientifiques à une puissance ennemie. Le jour J, c'est la femme du président des États-Unis qui est assassinée par un tueur à gage. Dunn comprend qu'il vient d'être manipulé.

## Fiche technique
- Titre original : Most Wanted
- Titre français : Wanted : Recherché mort ou vif
- Réalisation : David Hogan
- Scénario : Steven E. de Souza & Keenen Ivory Wayans
- Musique : Michael Kamen
- Photographie : Jan de Bont
- Montage : John Wright
- Production : Eric L. Gold
- Sociétés de production et de distribution : Ivory Way Productions & New Line Cinema
- Société de distribution : New Line Cinema
- Budget : 25 000 000 $
- Pays :  États-Unis
- Langue : anglais
- Format : Couleur (Technicolor)  - 35 mm - 2,35:1 - Dolby Digital/SDDS
- Genre : Action, Thriller
- Durée : 99 min
- Dates de sortie : 
  - États-Unis : 10 octobre 1997 (New York) ; 19 octobre 1997 (sortie nationale)
  - France : 15 novembre 1997
- Classification : Film interdit aux moins de 10 ans en France

## Distribution
- Keenen Ivory Wayans (VF : Lionel Henry ; VQ : Mario Desmarais) : le sergent James Anthony Dunn
- Jon Voight (VF : Claude Giraud ; VQ : Hubert Gagnon) : le général Adam Woodward / le lieutenant colonel Grant Casey
- Jill Hennessy (VF : Marine Jolivet ; VQ : Marie-Andrée Corneille) : Dr Victoria Constantini
- Paul Sorvino (VF : Roger Carel ; VQ : Claude Préfontaine) : Kenneth Rackmill
- Robert Culp (VF : Pierre Dourlens ; VQ : Vincent Davy) : Donald Bickhart
- Eric Roberts (VF : Bruno Dubernat ; VQ : Alain Zouvi) : Spencer
- Simon Baker (VF : Serge Faliu ; VQ : Gilbert Lachance) : Stephen Barnes
- Wolfgang Bodison (VF : Jean-Paul Pitolin ; VQ : Jean-Luc Montminy) : le capitaine Steve Braddock
- John Diehl (VF : Guillaume Orsat) : le capitaine de police

Source et légende : Version française (VF) sur Doublagissimo

## Autour du film
- Christian Duguay avait d'abord pensé à Wesley Snipes pour le rôle de James Anthony Dunnde mais celui-ci était pris avec le tournage de Le Fan. D'autres acteurs comme Johnny Depp, Brad Pitt et Arnold Schwarzenegger ont été pressentis pour incarner le rôle, interprété finalement par Keenen Ivory Wayans[réf. nécessaire].